# Ulinia
Ulinia [pronunciación en polaco: /uˈliɲa/] es un pueblo ubicado en el distrito administrativo de Gmina Wicko, dentro del condado de Lębork, Voivodato de Pomerania, en el norte de Polonia. Se encuentra a unos 11 kilómetros al noreste de Wicko, a 23 kilómetros al norte de Lębork, y a 74 kilómetros al noroeste de la capital regional Gdańsk.
El pueblo tiene una población de 51 habitantes.